# ريتشارد جي. زالومون
ريتشارد جي. زالومون (بالألمانية: Richard Salomon)‏ هو مؤرخ ألماني، ولد في 22 أبريل 1884 في برلين في ألمانيا، وتوفي في 3 فبراير 1966 في ماونت فرنون في الولايات المتحدة.